# Flugplatz Blumberg

i7
i11
i13
Der Flugplatz Blumberg (ICAO-Code: EDSL) ist ein Sonderlandeplatz in der Nähe der Stadt Blumberg am Südrand des Schwarzwalds. Er ist für Segelflugzeuge, Motorsegler und Motorflugzeuge mit einem Höchstabfluggewicht von bis zu 1,3 Tonnen zugelassen.

## Geschichte
Der 1957 gegründete LSV Blumberg suchte in Folge seiner Gründung ein geeignetes Areal für einen Flugplatz. Ein geeignetes Gelände fand sich im Zollhausried in der Nähe von Blumberg. Im Jahr 1960 wurde ein Pachtvertrag geschlossen und die Genehmigung zum Betrieb eines Segelfluggeländes beantragt, die noch im gleichen Jahr durch das Regierungspräsidium Freiburg erteilt wurde. Am 10. Juli 1960 startete das erste Segelflugzeug vom Flugplatz Blumberg. Bereits 1961 erhielt der Platz eine Flugzeughalle. Im Jahr 1968 wurde ein Clubhaus errichtet und 1973 eine zweite Flugzeughalle erbaut. Seit 1977 ist der Flugplatz als Sonderlandeplatz klassifiziert. Nach dem Einsturz der ersten Halle durch starke Schneefälle 1980 wurde sie durch eine neue ersetzt. Im selben Jahr wurde mit dem Bau eines Towers begonnen, der 1981 fertiggestellt wurde. Ende 1981 bis Anfang 1982 wurde eine dritte Halle mit Schlafraum für Fliegerlagergäste, WC sowie Wasch- und Duschräumen errichtet. Eine Tankstelle bekam der Platz 1993. In den Jahren 1996 bis 2006 wurden große Teile des Platzes mit geeignetem Material aufgefüllt und eingeebnet, um den Betrieb auch nach längeren Nässeperioden aufrechterhalten zu können.

## Zwischenfälle
- Am 10. September 1983 versagte bei einer Luftfahrtveranstaltung die Struktur einer Fauvel AV.36 während einer Kunstflugvorführung. Bei einer Steiglage von etwa 60° versagte der Hauptholm der Tragfläche und das Flugzeug brach auseinander. Der Pilot wurde bei dem Unfall getötet.[1]
- Am 18. August 2004 startete ein Segelflugzeug vom Typ Schleicher ASH 26 im Schlepp hinter einer Piper PA-18. In einer Höhe von etwa 45 Metern klinkte der Pilot des Segelflugzeugs das Schleppseil aus und flog eine Umkehrkurve. Dabei kam es zu einem Strömungsabriss. Das Flugzeug kippte über die linke Tragfläche ab und prallte auf den Boden. Das Schleppflugzeug landete problemlos. Der Pilot des Segelflugzeugs wurde schwer verletzt.[2]
- Am 30. Juli 2006 startete ein Segelflugzeug vom Typ Schleicher ASK 21 mit zwei Personen an Bord im Windenstart. Dabei kam es in einer Höhe von 20 bis 30 Metern zu einer Störung der Winde und der Pilot klinkte das Schleppseil aus. Anschließend kam es zu einer harten Landung, bei der Pilot und Passagier leicht verletzt wurden.[3]